# Swaminathan Soumya
Swaminathan Soumya (ur. 21 marca 1989 w Palakkadzie) – indyjska szachistka, arcymistrzyni od 2008 roku.

## Kariera szachowa
Wielokrotnie reprezentowała Indie na mistrzostwach świata i Azji juniorek w różnych kategoriach wiekowych, największy sukces odnosząc w 2009 r. w Puerto Madryn, gdzie zdobyła tytuł mistrzyni świata juniorek do 20 lat. W 2007 r. wypełniła dwie arcymistrzowskie normy, podczas otwartego turnieju w Balaguerze oraz w finale indywidualnych mistrzostw Indii, w którym podzieliła I miejsce (wspólnie z Tanią Sachdev oraz Manishą Mohanty Kiran), natomiast trzecią normę zdobyła w 2008 r. w Benasque. Również w 2008 r. zdobyła tytuł mistrzyni kraju juniorek do 19 lat.
Wielokrotnie reprezentowała Indie w turniejach drużynowych, m.in.:
- na olimpiadzie szachowej (w roku 2012)[1],
- trzykrotnie na drużynowych mistrzostwach świata (w latach 2011, 2013, 2015); medalistka: indywidualnie – brązowa (2013 – na V szachownicy)[2],
- dwukrotnie na drużynowych mistrzostwach Azji (w latach 2008, 2009); medalistka: wspólnie z drużyną – srebrna (2009)[3],
- na olimpiadzie szachowej juniorów do 16 lat (w roku 2004)[4].

Najwyższy ranking w dotychczasowej karierze osiągnęła 1 maja 2011 r., z wynikiem 2374 punktów zajmowała wówczas 91. miejsce na światowej liście FIDE, jednocześnie zajmując 5. miejsce wśród indyjskich szachistek.